# Castianeira truncata
Castianeira truncata is een spinnensoort uit de familie van de loopspinnen (Corinnidae).
De wetenschappelijke naam van de soort werd in 1955 gepubliceerd door Otto Kraus.